# Jim Carroll – In den Straßen von New York
Jim Carroll – In den Straßen von New York ist ein US-amerikanischer Spielfilm des Regisseurs Scott Kalvert aus dem Jahr 1995. Er basiert auf dem autobiografischen Roman In den Straßen von New York (Originaltitel: The Basketball Diaries) des Schriftstellers und Musikers Jim Carroll. Carroll, der in dem Buch seine Jugend als Drogensüchtiger verarbeitete, übernahm eine kleine Nebenrolle als drogenabhängiger Frankie Pinewater. Die Hauptrolle des Jim Carroll ist mit Leonardo DiCaprio besetzt. Jim Carroll, ein talentierter Basketballspieler, kann sein Stipendium nicht nutzen, seine Drogensucht ist stärker.

## Inhalt
Jim Carroll lebt in einem heruntergekommenen Viertel von New York. Als 13-Jähriger erhält er von einer renommierten katholischen High School auf Grund seines Basketballtalents ein Stipendium. Doch außerhalb des Spielfeldes verfällt er, zusammen mit seinem Freund Mickey, immer mehr den Drogen. Bald dreht sich im Leben von Jim Carroll alles um Drogen, Sex, Verbrechen und Gewalt. Seine Drogensucht führt dazu, dass er der Schule verwiesen wird und seine Mutter ihn aus der gemeinsamen Wohnung wirft. Seinem sozialen Abstieg steht nun nichts mehr im Wege und so rutscht er zusammen mit seinen Freunden immer weiter ab. All seine Erlebnisse hält er in seinen Tagebüchern fest, die ihm später dabei helfen, sich von den Drogen zu befreien.

## Entstehungsgeschichte
Der Film erzählt die wahre Geschichte von Jim Carroll (1949–2009). Der Künstler war in seiner Jugend drogensüchtig und hielt seine Erlebnisse in seinen Tagebüchern fest. Nachdem er sich von seiner Drogensucht befreit hatte, veröffentlichte Jim Carroll 1978 seine Tagebücher unter dem Titel The Basketball Diaries. Dieses Buch war sehr erfolgreich.

## Kritiken
„Eine ihrer komplexen episodenhaften Vorlage nur bedingt gerecht werdende, aber eindringlich inszenierte und hervorragend gespielte Verfilmung der Tagebücher des Schriftstellers und Musikers Jim Carroll. Durch die nur halbherzige Verlegung der Handlung aus den 60er Jahren in die Gegenwart verliert der Film an Authentizität.“

„Das junge Hollywood-Talent Leonardo DiCaprio glänzt in der Verfilmung von Jim Carrolls Kultbuch.“

Die Deutsche Film- und Medienbewertung FBW in Wiesbaden verlieh dem Film das Prädikat „besonders wertvoll“.

## Soundtrack (Auswahl)
- P.J. Harvey – Down By The Water
- The Doors – Riders on the Storm
- The Cult – Star
- Rockers Hi-Fi – What a Life